# Commiphora glandulosa
Commiphora glandulosa är en tvåhjärtbladig växtart som beskrevs av Schinz. Commiphora glandulosa ingår i släktet Commiphora och familjen Burseraceae. Inga underarter finns listade i Catalogue of Life.